# Подвижность населения
Подвижность населения — статистический показатель, вычисляемый как среднее число перемещений на человека в год. Транспортная подвижность учитывает только перемещения, совершаемые при помощи транспорта. Общая подвижность населения включает в себя и пешие передвижения.
На подвижность населения оказывают влияние различные факторы:
- Уровень жизни и благосостояние населения
- Транспортная обеспеченность территории
- Размеры и планировка территории
- Численность населения
- Расположение центров приложения труда и мест отдыха
- Социально-психологические факторы